# José María Gil Tamayo
José María Gil Tamayo (ur. 5 czerwca 1957 w Zalamea de la Serena) – hiszpański duchowny katolicki, biskup Avili w latach 2018–2022, arcybiskup Grenady od 2023.

## Życiorys
7 września 1980 otrzymał święcenia kapłańskie i został inkardynowany do archidiecezji Mérida-Badajoz. Uzyskał doktorat na wydziale komunikacji społecznej Uniwersytetu św. Krzyża. Przez wiele lat pracował jako dyrektor kurialnej komisji ds. komunikacji społecznej, a w latach 1998–2011 pełnił tę funkcję także przy hiszpańskiej Konferencji Episkopatu.
20 listopada 2013 został wybrany sekretarzem generalnym Konferencji Episkopatu Hiszpanii.
6 listopada 2018 papież Franciszek mianował go biskupem ordynariuszem diecezji Ávila. Sakry udzielił mu 15 grudnia 2018 metropolia Valladolid - kardynał Ricardo Blázquez.
16 lipca 2022 papież Franciszek przeniósł go na urząd arcybiskupa koadiutora archidiecezji Grenady. Rządy w archidiecezji objął 1 lutego 2023, po przejściu na emeryturę poprzednika.